# 31-toonsverdeling
De 31-toonsverdeling in de muziek is de verdeling van het octaaf in 31 gelijke verhoudingen. Deze verdeling is geïntroduceerd door Christiaan Huygens, die de middentoonstemming als voorbeeld nam, maar daar het liefst een evenredige toonsverdeling van wilde maken. In een evenredige toonsverdeling kan namelijk naar believen gemoduleerd worden, zonder dat intervallen in de ene toonladder goed en in de andere anders of zelfs vals klinken. Net als de gangbare stemming is het systeem van Huygens dan ook een gelijkzwevende stemming.

## Ontdekking
De gedachte achter de 31-toonsverdeling is de verdeling van het octaaf in {\displaystyle n} "gelijke" intervallen met toonhoogteverhouding {\displaystyle t}, zodanig dat een aantal van {\displaystyle k} van deze intervallen bij goede benadering een kwint vormen, en wel de kwint uit de 1/4-middentoonstemming. Deze kwint is:
{\displaystyle q={\sqrt[{4}]{5}}}
Er moet dus gelden dat {\displaystyle k} van de deelintervallen zo goed mogelijk {\displaystyle q} benaderen:
{\displaystyle t^{k}\approx q}
of logaritmisch:
{\displaystyle {\tfrac {1}{4}}\log(5)\approx \log(q)=k\log(t)}
en ook, omdat {\displaystyle n} deelintervallen een octaaf vormen:
{\displaystyle t^{n}=2}, dus {\displaystyle n\log(t)=\log(2)}
zodat:
{\displaystyle {\tfrac {1}{4}}\log(5)\approx {\frac {k}{n}}\log(2)}
Anders geschreven:
{\displaystyle {\tfrac {1}{4}}^{2}\!\log(5)\approx {\frac {k}{n}}}
De opgave is dus gehele getallen {\displaystyle n} en {\displaystyle k} te vinden waarvan het quotiënt {\displaystyle k/n} een goede benadering is van 
{\displaystyle {\tfrac {1}{4}}^{2}\!\log(5)=0{,}580482\ldots }
Huygens is waarschijnlijk op het aantal 31 gekomen door van dit getal de kettingbreuk te bepalen. Daaruit kunnen de zogenaamde convergenten afgeleid worden, breuken van gehele getallen die successievelijk de kettingbreuk steeds beter benaderen. Die convergenten (benaderingen) zijn:
| {\displaystyle {\frac {k}{n}}}      | waarde                            |
| {\displaystyle {\tfrac {1}{2}}}     | {\displaystyle 0{,}5}             |
| {\displaystyle {\tfrac {3}{5}}}     | {\displaystyle 0{,}6}             |
| {\displaystyle {\tfrac {4}{7}}}     | {\displaystyle 0{,}57142857}      |
| {\displaystyle {\tfrac {7}{12}}}    | {\displaystyle 0{,}58333333}      |
| {\displaystyle {\tfrac {11}{19}}}   | {\displaystyle 0{,}57894737}      |
| {\displaystyle {\tfrac {18}{31}}}   | {\displaystyle 0{,}58064516}      |
| {\displaystyle {\tfrac {101}{174}}} | {\displaystyle 0{,}58045977}      |
| {\displaystyle {\tfrac {119}{205}}} | {\displaystyle 0{,}58048780}      |
| {\displaystyle \vdots }             | {\displaystyle \vdots }           |
| limiet                              | {\displaystyle 0{,}580482\ldots } |
De breuk 7/12 geeft een verdeling in 12 delen en levert de gelijkzwevende temperatuur. De kwint daarin wordt gevormd door een stapeling van 7 van de 12 delen. Een mooiere benadering geeft een verdeling in 31 delen, wat qua aantal nog acceptabel is. Beter kan ook, maar dan is een verdeling in 174 intervallen nodig. Ook de 19-toonsstemming duikt op, als goede benadering, maar duidelijk minder goed dan de verdeling in 31 delen.
Daar een octaaf een frequentieverhouding heeft van 1 : 2, heeft elk van de 31 deelintervallen in deze toonverdeling een frequentieverhouding van {\displaystyle 1:{\sqrt[{31}]{2}}}. Het is Huygens goed gelukt de middentoonskwint te benaderen. In cents heeft de middentoonskwint een waarde van 
{\displaystyle 1200\cdot {\tfrac {1}{4}}\cdot ^{2}\!\log(5)=696{,}5784\ldots \ } cent
en de kwint van de 31-toonsverdeling een waarde van:
{\displaystyle 1200\cdot {\tfrac {18}{31}}=696{,}7742\ldots \ } cent.

## Uitwerking

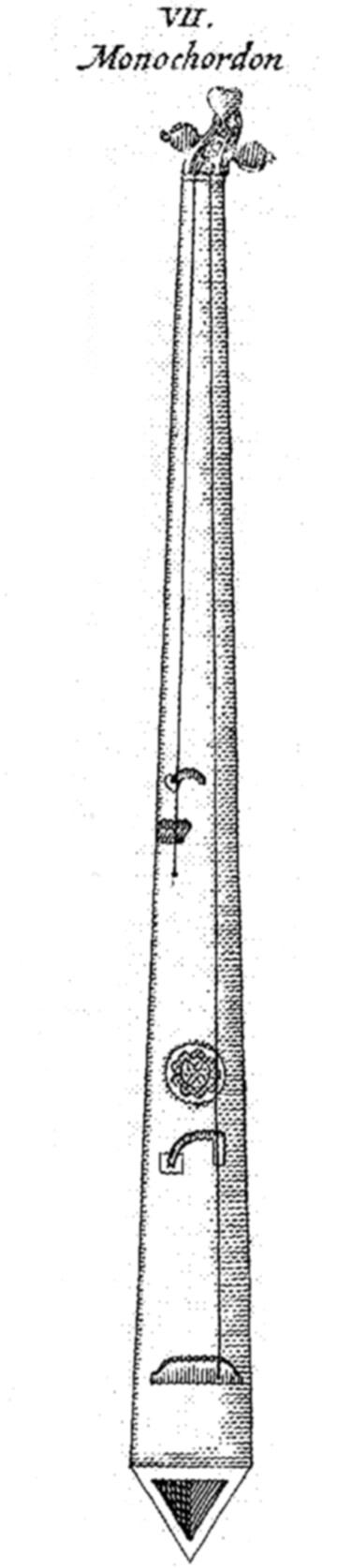
Monochord

Huygens realiseerde zijn 31-toonsstemming met behulp van een monochord.
Hij verdeelde de snaar van het monochord in gedachten in 100 000 gelijke eenheden. De snaar was zo gestemd dat hij over de volle lengte trillend de toon C liet horen. Plaatst men de kam op de helft van de snaar, dan hoort men weer een toon c, maar een octaaf hoger. Hier tussenin liggen dan alle 31 tonen van de toonsverdeling.
Daar de verhouding van twee opeenvolgende tonen {\displaystyle 1:{\sqrt[{31}]{2}}} is en Huygens wilde werken met toonverschillen, berekende hij de logaritme hiervan, uitkomend op {\displaystyle \log({\sqrt[{31}]{2}})=0,0097106450}. Deze afstand heeft hij vervolgens bij de logaritme van 50 000, zijn beginpunt (hij begon immers op de helft van de kamlengte), opgeteld. Doe je dit 31 keer, dan kom je op 5, de logaritme van 100 000, uit.
Huygens heeft dit in een tabel uitgewerkt met alle logaritmen op een nauwkeurigheid van 10 decimalen, wat opzienbarend is vooral gezien de mogelijkheden in zijn tijd.

## Toonnamen
In het 31-toonssysteem wordt de hele toon (grote secunde) niet verdeeld in halve tonen, maar in vijf kleine diëzen. Er treden dus onvermijdelijk problemen op met de nomenclatuur. Meestal worden de extra tonen benoemd naar analogie van het kwarttoonsysteem. Een toon die één diëze hoger klinkt dan de c wordt ci genoemd, twee diëzen of een overmatige prime hoger wordt cis, drie diëzen of een kleine secunde hoger een des (cis en des zijn niet gelijk aan elkaar; dit is inherent aan het systeem), vier diëzen hoger een deh en vijf diëzen hoger een d.
Het begin van de toonladder van c luidt dus:
c–ci–cis–des–deh–d–di–dis–es–eh–e–ei–feh–f–...
Net zoals in andere gelijkzwevende stemmingen kent de 31-toonsverdeling een aantal enharmonische tonen. Deze zijn echter heel anders dan bij de gangbare 12-toonsstemming. Zo-even bleek al dat cis en des niet aan elkaar gelijk zijn. Wel enharmonisch zijn:
| - ci en deses - deh en cisis - di en eses - eh en disis - ei en fes - feh en eis - fi en geses | - geh en fisis - gi en ases - ah en gisis - ai en beses - beh en aisis - bi en ces - ceh en bis |

## 31-toonsorgel
Adriaan Fokker ontwierp een 31-toonsorgel met een alternatief toetsenbord. Dit instrument werd in 1950 geïnstalleerd in het Teylers museum te Haarlem. Onder anderen Henk Badings schreef muziek voor dit muziekinstrument. Het orgel is in 2000 ontmanteld en opgeslagen bij de bouwer Pels & Van Leeuwen in 's-Hertogenbosch, waar het werd gerestaureerd. Het is in 2009 geplaatst in de BAM-zaal in het Muziekgebouw aan 't IJ te Amsterdam en op zondag 17 mei 2009 ingespeeld door onder anderen Danny de Graan en door Fokker-organist Joop van Goozen, die sinds tien jaar het instrument niet meer had bespeeld.
Behalve de stemming van de pijpen was vooral de klaviatuur geen sinecure. Een toetsenbord met 31 toetsen per octaaf wordt al gauw te breed voor een mensenhand, en als men de toetsen verkleint worden ze te smal voor een vinger. De klavieren - twee manualen en een pedaal - kregen daarom een nieuwe inrichting met steeds vier toetsen boven elkaar die elk een diëze van elkaar verschillen. De bovenste toets van de ene rij komt overeen met de onderste van de volgende; als het eerste rijtje bijvoorbeeld met een cis eindigt, kan men dezelfde cis ook op het tweede rijtje spelen. De zeven tonen zonder voortekens worden met witte toetsen gespeeld, de tonen die met één mol of kruis worden aangegeven hebben zwarte toetsen, de overige tonen (die met kwarttoontekens dan wel dubbelkruisen of -mollen worden aangegeven; zie boven) speelt men met blauwe toetsen.
De dispositie is als volgt:
| Manuaal I C-g``` Quintadena 8` Prestant 4` | Manuaal II C-g``` Salicionaal 8` Roerfluit 4` | Pedaal C-f Subbas 16` Gedekt 8` |

Koppelingen: I-II, P-I, P-II

Stemming: 440 Hz
Behalve de boven beschreven klavieren is er ook een conventionele klaviatuur met 12 toetsen per octaaf. De witte toetsen komen overeen met die op het grote klavier, de zwarte toetsen slaan de tonen cis, es, fis, gis en bes aan. Zo kan men oude muziek in een soort middentoonstemming spelen.
Er is bewust geen tweevoetsregister aan het orgel toegevoegd, omdat zulke registers snel ontstemmen. Dit zou bij een orgel met zulke subtiele toonafstanden nog veel storender zijn dan bij een conventioneler instrument.